# Copa da França de Voleibol Masculino de 2020–21
A Copa da França de Voleibol Masculino de 2020–21 seria a 38.ª edição desta competição organizada pela Federação Francesa de Voleibol (FFVB). Para não sobrecarregarem o calendário do voleibol masculino francês, a Diretoria Executiva da FFVB, junto a maioria dos presidentes dos clubes da Ligue A, entraram em consenso a respeito do cancelamento desta edicão.